# 심실조동
심실조동(心室粗動, ventricular flutter) 또는 심실된떨림은 부정맥의 일종이다. 특히 350~350박/분을 초과하는 속도로 심실에 영향을 주는 빠른맥을 가리키며 가장 알아보기 어려운 것 중의 하나이다. 심실빈맥과 심실세동 사이의 잠재적인 변화 구간으로 간주되고 있으며 불안정한 부정맥이므로 심정지로 인한 사망을 초래할 수 있다.
유아, 젊은이, 성인에게서 발생할 수 있다.